# Escada
Escada — немецкая компания, основанная в 1976 году в Мюнхене, Германия супругами Маргарет и Вольфгангом Лей, производитель модной одежды, парфюмерии, аксессуаров и других предметов роскоши. С 2009 года принадлежит семье Лакшми Миттала.
По состоянию на 2017 год магазины Escada расположены в 80 странах. В компании работает около 1500-ста сотрудников в Милане, Париже, Токио, Лондоне, Беверли-Хиллз и Нью-Йорке.

## История

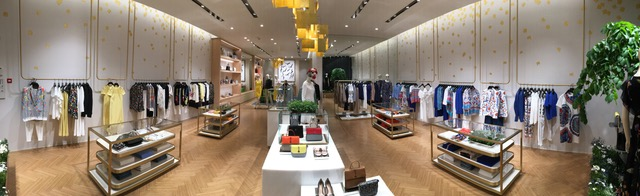
Панорама магазина ESCADA, вид изнутри.

Компания была основана в 1976 году, супругами Маргарет и Вольфгангом Лей. Маргарет, закончившая карьеру супермодель, а Вольфганг — был бизнесменом. Маргарет имела образование в области пошива одежды при королевском дворе в Стокгольме и была известна своими смелыми, женственными эскизами, разрабатывала модели для немецкого бренда Mondi.
В 1978 году состоялась первая презентация коллекции женской одежды Escada, в которой были представлены изысканные инкрустации и аппликации. Компания выделялась своими оригинальными фасонами, отличающимися необычными сочетаниями цветов и узоров, эксклюзивной вышивкой и тщательно разработанными трикотажными изделиями. Название компании Escada было заимствовано от имени ирландского скакуна, победившего на скачках, на которых присутствовали супруги Лей, но возможно это легенда и всё гораздо проще - escada переводится с португальского как "лестница".
С дебютной коллекцией вышло не очень: дизайнерские наряды были слишком дорогими для массового покупателя, а обеспеченная публика к новичкам с такими ценами отнеслась настороженно. Супруги быстро сориентировались - отказались от вычурного эксклюзива и разделили бренд на два направления. «Эскада» стала выпускать яркий спорт-шик и дорогой кэжуал, а дочерний бренд Laurel занялся производством одежды для среднего класса. 
1990 год был отмечен появление первых духов - Escada by Margaretha Ley. Они были посвящены Маргарете и имели нежный аромат любимых гиацинтов, которые напоминали Магарете о детстве, проведённом в Швеции.
В 1992 году Маргарет Лей скончалась в возрасте 59 лет. Новый креативный директор решил сделать упор на молодежное направление - никакого шика и сложных композиций ни в одежде, ни в парфюмерии. Под его руководством вышли первый мужской аромат Escada pour Homme и фруктовый Chiffon Sorbe.
В 1994 году следующий креативный директор запустил бренд «Escada Sport», создала собственную коллекцию аксессуаров, включая сумки и обувь, а также выдала крупные лицензии, сотрудничая с такими партнерами, как Procter & Gamble.
В 1998 году компания знакомит поклонников бренда с новой линейкой «Escada Eyewear», куда входят солнцезащитные очки и медицинские оправы.
В 2003 г., когда убытки баварского дома моды достигли рекордных 78 млн евро, крупнейшим акционером Escada стал Рустам Аксененко — сын бывшего министра путей сообщения России, сколотивший многомиллионное состояние на железнодорожных перевозках. По сообщению германских СМИ, за свой пакет в 30% акций он заплатил около 100 млн евро. После нескольких лет борьбы с Вольфгангом Леем Аксененко в 2006 г. сместил его с поста председателя правления компании, а затем назначил на пост гендиректора Escada «своего человека» — француза Жан-Марка Лубье, ранее занимавшего посты гендиректора модного дома Celine и вице-президента Louis Vuitton.
В 2007 году художник Стефан Щесны, создал новую коллекцию Escada в Сен-Тропе, Франция. 
К лету 2008 г. стало понятно, что существующие акционеры не способны обеспечить жизнеспособность Escada. Помощь пришла из Германии: в июле 2008 г. миллиардеры Вольфганг и Михаэль Херцы, совладельцы косметического гиганта Beiersdorf и кофейной компании Tchibo, выкупили допэмиссию Escada и стали крупнейшими акционерами компании с 24,9%, доля Аксененко сократилась до 20%. В том же месяце контракт с Лубье был досрочно расторгнут. На место гендиректора Escada был приглашен харизматичный Бруно Зельцер — он как раз покинул компанию Hugo Boss, так как не нашел общего языка с новыми владельцами марки, фондом Permira. Очередной креативный директор начал инвестиционные эксперименты, пытался сменить стиль компании на то, от чего в свое время отказалась Маргарет – эксклюзив за большие деньги, и в результате бренд подошел к краху. «Эскада» распродала дочерние марки, среди которых был одежный бренд Apriori, закрыла несколько бутиков и подала заявление о банкротстве. 13 августа 2009 г. Escada была объявлена банкротом и перешла под власть временного управляющего. Сын основателей Свен Лей обратился к бывшему главе дома «Гуччи», они нашли итальянских спонсоров, но финансовая яма была слишком глубока. В ноябре 2009 года компания Escada была куплена индийским миллиардером Лакшми Митталом и подарена невестке — банковскому аналитику Мегхе Миттал. Права на производство парфюмерии перешли к Coty. Акционерное общество Escada AG прекратило своё существование.
20 февраля 2014 года по данным «Women's Wear Daily» стало известно,что Бруно Зельцер ушел с поста генерального директора Escada.
1 сентября 2016 года Айрис Эппл-Риги стала генеральным директором Escada после 13 лет работы с Calvin Klein и Tommy Hilfiger. Она покинула компанию в 2019 году.
1 августа 2017 года Найл Слоан присоединился к Escada в качестве директора по дизайну после работы в таких компаниях, как Burberry и Hunter. В 2018 году Слоан представил свою первую коллекцию для Escada на Неделе моды в Нью-Йорке в честь 40-летия компании.
14 января 2019 года Escada объявила британскую певицу, Риту Ору, новым послом бренда и лицом их весенней коллекции. Ора выпустила свою версию сумки «Сердце» от Escada. Часть выручки от продажи этого проекта была передана благотворительной организации «Women for Women International», которая помогает восстановиться женщинам, пережившим войну.
В октябре 2019 года Мегха Миттал продала свой бизнес глобальной частной акционерной компании «Regent, LP», которая находится в Беверли-Хиллз, Калифорния., а через год, в 2020 году,  было подано заявление о банкротстве бренда.

## Знаменитые клиенты

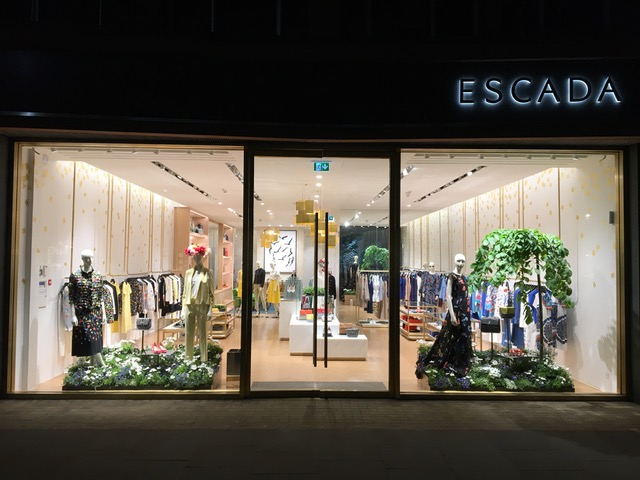
Магазин ESCADA

В 1987 году Диана, принцесса Уэльская надевала пальто от Escada во время официального визита в Берлин. 
В 1988 году американская актриса, Ким Бейсингер была удостоена премии «Оскар» в платье от Escada. 
Кронпринцесса Швеции Виктория является постоянным клиентом Escada. В 2010 году она надевала платье от Escada на предсвадебную вечеринку в честь свадьбы принца Греции и Дании, Николая и Татьяны Блатник. В 2011 году она надела Escada на королевскую свадьбу в Монако, предсвадебный ужин на британскую королевскую свадьбу, а также государственный визит в Германию. 
В 2011 году Сара, герцогиня Йоркская надевала Escada на балл Элтона Джона, «White Tie and Tiara».